# 13e étape du Tour de France 2016
Pour un article plus général, voir Tour de France 2016.
La 13e étape du Tour de France 2016 se déroule le vendredi 15 juillet 2016 entre Bourg-Saint-Andéol et la caverne du Pont-d'Arc, sous la forme d'un contre-la-montre individuel de 37,5 kilomètres.
Elle est remportée par le Néerlandais Tom Dumoulin de l'équipe Giant-Alpecin. Il devance le Britannique Christopher Froome (Sky) et le Portugais Nélson Oliveira (Movistar).

## Parcours
D'une longueur de 37,5 km, le parcours est intégralement situé dans le département de l'Ardèche. Le départ a lieu a proximité de la place du Champ de Mars à Bourg-Saint-Andéol. Les 7 premiers kilomètres sont en montée à environ 5 % de moyenne, jusqu'à atteindre le relais du bois du Laoul où est situé le premier point intermédiaire. 
La deuxième portion du parcours est plane jusqu'au village de Saint-Remèze, ou les coureurs bifurquent vers le sud-ouest pour descendre vers les gorges de l'Ardèche, via le col du Serre de Tourre. La descente est technique et périlleuse, avec des portions à 10 %. Le deuxième point chronométrique est situé en face du Pont d'Arc. La dernière section de l'étape traverse Vallon-Pont-d'Arc, puis remonte vers le Razal avec une montée de 3 kilomètres à 5 % de moyenne pour arriver à la Caverne du Pont d'Arc.
Le parcours avantage donc les rouleurs mais également les grimpeurs, avec deux montées situées au début et à la fin de l'étape.

## Déroulement de la course

### Attentat de Nice
Un attentat terroriste à Nice a lieu durant la nuit précédant l'étape. La sécurité de l'épreuve étant menacée, il est alors question d'une éventuelle annulation de l'étape. Christian Prudhomme, le directeur de l'épreuve, choisit malgré tout de maintenir le contre-la-montre. La sécurité est renforcée autour de l'épreuve.
Une minute de silence est observée au départ de l'étape, avant que le premier coureur ne s'élance. La caravane publicitaire, bien que distribuant toujours ses cadeaux, reste silencieuse en ne diffusant pas de musique et en ne klaxonnant pas.
À l'arrivée, la cérémonie protocolaire est modifiée : à la place des traditionnelles remises de maillots, les porteurs des maillots distinctifs (Christopher Froome, Peter Sagan, Thomas De Gendt et Adam Yates), le vainqueur de l'étape (Tom Dumoulin), ainsi que les officiels présents, observent une minute de silence sur le podium.

## Résultats

### Classement de l'étape
| \| Classement de l'étape \| Classement de l'étape \| Classement de l'étape \| Classement de l'étape \| Classement de l'étape \| \| Coureur \| Coureur \| Pays \| Équipe \| Temps \| \| --------------------- \| --------------------- \| --------------------- \| --------------------- \| --------------------- \| \| 1er \| Tom Dumoulin \| Pays-Bas \| Giant-Alpecin \| 50 min 15 s \| \| 2e \| Christopher Froome \| Royaume-Uni \| Team Sky \| + 1 min 03 s \| \| 3e \| Nélson Oliveira \| Portugal \| Movistar Team \| + 1 min 31 s \| \| 4e \| Jérôme Coppel \| France \| IAM Cycling \| + 1 min 35 s \| \| 5e \| Rohan Dennis \| Australie \| BMC Racing Team \| + 1 min 41 s \| \| 6e \| Bauke Mollema \| Pays-Bas \| Trek-Segafredo \| + 1 min 54 s \| \| 7e \| Geraint Thomas \| Royaume-Uni \| Team Sky \| + 2 min 00 s \| \| 8e \| Ion Izagirre \| Espagne \| Movistar Team \| + 2 min 02 s \| \| 9e \| Tony Martin \| Allemagne \| Etixx-Quick Step \| + 2 min 05 s \| \| 10e \| Steve Cummings \| Royaume-Uni \| Dimension Data \| + 2 min 24 s \| |                    |             |                  |              |
| |                    |             |                  |              |
| Source : ProCyclingStats |                    |             |                  |              |
| Classement de l'étape |                    |             |                  |              |
| Coureur | Coureur            | Pays        | Équipe           | Temps        |
| 1er | Tom Dumoulin       | Pays-Bas    | Giant-Alpecin    | 50 min 15 s  |
| 2e | Christopher Froome | Royaume-Uni | Team Sky         | + 1 min 03 s |
| 3e | Nélson Oliveira    | Portugal    | Movistar Team    | + 1 min 31 s |
| 4e | Jérôme Coppel      | France      | IAM Cycling      | + 1 min 35 s |
| 5e | Rohan Dennis       | Australie   | BMC Racing Team  | + 1 min 41 s |
| 6e | Bauke Mollema      | Pays-Bas    | Trek-Segafredo   | + 1 min 54 s |
| 7e | Geraint Thomas     | Royaume-Uni | Team Sky         | + 2 min 00 s |
| 8e | Ion Izagirre       | Espagne     | Movistar Team    | + 2 min 02 s |
| 9e | Tony Martin        | Allemagne   | Etixx-Quick Step | + 2 min 05 s |
| 10e | Steve Cummings     | Royaume-Uni | Dimension Data   | + 2 min 24 s |

### Classements intermédiaires
| Classement à la Côte de Bourg-Saint-Andéol (km 7) | Classement à la Côte de Bourg-Saint-Andéol (km 7) | Classement à la Côte de Bourg-Saint-Andéol (km 7) | Classement à la Côte de Bourg-Saint-Andéol (km 7) | Classement à la Côte de Bourg-Saint-Andéol (km 7) |
|                                                   | Coureur                                           | Pays                                              | Équipe                                            | Temps                                             |
| ------------------------------------------------- | ------------------------------------------------- | ------------------------------------------------- | ------------------------------------------------- | ------------------------------------------------- |
| 1er                                               | Tom Dumoulin                                      | Pays-Bas                                          | Giant-Alpecin                                     | en 14 min 16 s                                    |
| 2e                                                | Richie Porte                                      | Australie                                         | BMC Racing                                        | + 10 s                                            |
| 3e                                                | Nélson Oliveira                                   | Portugal                                          | Movistar                                          | m.t.                                              |
| 4e                                                | Stef Clement                                      | Pays-Bas                                          | IAM                                               | + 15 s                                            |
| 5e                                                | Edvald Boasson Hagen                              | Norvège                                           | Dimension Data                                    | + 16 s                                            |
| 6e                                                | Christopher Froome                                | Royaume-Uni                                       | Sky                                               | + 17 s                                            |
| 7e                                                | Geraint Thomas                                    | Royaume-Uni                                       | Sky                                               | + 18 s                                            |
| 8e                                                | Jérôme Coppel                                     | France                                            | IAM                                               | + 24 s                                            |
| 9e                                                | Ion Izagirre                                      | Espagne                                           | Movistar                                          | + 27 s                                            |
| 10e                                               | Ilnur Zakarin                                     | Russie                                            | Katusha                                           | + 29 s                                            |
| modifier                                          |                                                   |                                                   |                                                   |                                                   |

| Classement aux Arredons (km 17,5) | Classement aux Arredons (km 17,5) | Classement aux Arredons (km 17,5) | Classement aux Arredons (km 17,5) | Classement aux Arredons (km 17,5) |
|                                   | Coureur                           | Pays                              | Équipe                            | Temps                             |
| --------------------------------- | --------------------------------- | --------------------------------- | --------------------------------- | --------------------------------- |
| 1er                               | Tom Dumoulin                      | Pays-Bas                          | Giant-Alpecin                     | en 25 min 56 s                    |
| 2e                                | Stephen Cummings                  | Royaume-Uni                       | Dimension Data                    | + 21 s                            |
| 3e                                | Nélson Oliveira                   | Portugal                          | Movistar                          | + 30 s                            |
| 4e                                | Christopher Froome                | Royaume-Uni                       | Sky                               | + 32 s                            |
| 5e                                | Jérôme Coppel                     | France                            | IAM                               | + 42 s                            |
| 6e                                | Rohan Dennis                      | Australie                         | BMC Racing                        | + 44 s                            |
| 7e                                | Geraint Thomas                    | Royaume-Uni                       | Sky                               | + 52 s                            |
| 8e                                | Bauke Mollema                     | Pays-Bas                          | Trek-Segafredo                    | + 58 s                            |
| 9e                                | Tony Martin                       | Allemagne                         | Etixx-Quick Step                  | + 1 min 0 s                       |
| 10e                               | Ion Izagirre                      | Espagne                           | Movistar                          | + 1 min 2 s                       |
| modifier                          |                                   |                                   |                                   |                                   |

| Classement au Pont d'Arc (km 28) | Classement au Pont d'Arc (km 28) | Classement au Pont d'Arc (km 28) | Classement au Pont d'Arc (km 28) | Classement au Pont d'Arc (km 28) |
|                                  | Coureur                          | Pays                             | Équipe                           | Temps                            |
| -------------------------------- | -------------------------------- | -------------------------------- | -------------------------------- | -------------------------------- |
| 1er                              | Tom Dumoulin                     | Pays-Bas                         | Giant-Alpecin                    | en 36 min 45 s                   |
| 2e                               | Christopher Froome               | Royaume-Uni                      | Sky                              | + 48 s                           |
| 3e                               | Jérôme Coppel                    | France                           | IAM                              | + 54 s                           |
| 4e                               | Nélson Oliveira                  | Portugal                         | Movistar                         | + 56 s                           |
| 5e                               | Geraint Thomas                   | Royaume-Uni                      | Sky                              | + 1 min 10 s                     |
| 6e                               | Rohan Dennis                     | Australie                        | BMC Racing                       | + 1 min 17 s                     |
| 7e                               | Tony Martin                      | Allemagne                        | Etixx-Quick Step                 | + 1 min 21 s                     |
| 8e                               | Ion Izagirre                     | Espagne                          | Movistar                         | + 1 min 23 s                     |
| 9e                               | Bauke Mollema                    | Pays-Bas                         | Trek-Segafredo                   | + 1 min 28 s                     |
| 10e                              | Tejay van Garderen               | États-Unis                       | BMC Racing                       | + 1 min 37 s                     |
| modifier                         |                                  |                                  |                                  |                                  |

### Points attribués
| Arrivée d'étape - La Caverne du Pont-d'Arc (km 37,5) | Arrivée d'étape - La Caverne du Pont-d'Arc (km 37,5) | Arrivée d'étape - La Caverne du Pont-d'Arc (km 37,5) | Arrivée d'étape - La Caverne du Pont-d'Arc (km 37,5) | Arrivée d'étape - La Caverne du Pont-d'Arc (km 37,5) |
| ---------------------------------------------------- | ---------------------------------------------------- | ---------------------------------------------------- | ---------------------------------------------------- | ---------------------------------------------------- |
|                                                      | Coureur                                              | Pays                                                 | Équipe                                               | Point(s)                                             |
| 1er                                                  | Tom Dumoulin                                         | Pays-Bas                                             | Giant-Alpecin                                        | 20                                                   |
| 2e                                                   | Christopher Froome                                   | Royaume-Uni                                          | Sky                                                  | 17                                                   |
| 3e                                                   | Nélson Oliveira                                      | Portugal                                             | Movistar                                             | 15                                                   |
| 4e                                                   | Jérôme Coppel                                        | France                                               | IAM                                                  | 13                                                   |
| 5e                                                   | Rohan Dennis                                         | Australie                                            | BMC Racing                                           | 11                                                   |
| 6e                                                   | Bauke Mollema                                        | Pays-Bas                                             | Trek-Segafredo                                       | 10                                                   |
| 7e                                                   | Geraint Thomas                                       | Royaume-Uni                                          | Sky                                                  | 9                                                    |
| 8e                                                   | Ion Izagirre                                         | Espagne                                              | Movistar                                             | 8                                                    |
| 9e                                                   | Tony Martin                                          | Allemagne                                            | Etixx-Quick Step                                     | 7                                                    |
| 10e                                                  | Stephen Cummings                                     | Royaume-Uni                                          | Dimension Data                                       | 6                                                    |
| 11e                                                  | Jan Bárta                                            | Tchéquie                                             | Bora-Argon 18                                        | 5                                                    |
| 12e                                                  | Maciej Bodnar                                        | Pologne                                              | Tinkoff                                              | 4                                                    |
| 13e                                                  | Edvald Boasson Hagen                                 | Norvège                                              | Dimension Data                                       | 3                                                    |
| 14e                                                  | Stef Clement                                         | Pays-Bas                                             | IAM                                                  | 2                                                    |
| 15e                                                  | Alejandro Valverde                                   | Espagne                                              | Movistar                                             | 1                                                    |
| modifier                                             |                                                      |                                                      |                                                      |                                                      |

## Classements à l'issue de l'étape

### Classement général
| \| Classement général \| Classement général \| Classement général \| Classement général \| Classement général \| \| Coureur \| Coureur \| Pays \| Équipe \| Temps \| \| ------------------ \| ------------------ \| ------------------ \| ------------------ \| ------------------ \| \| 1er \| Christopher Froome \| Royaume-Uni \| Team Sky \| 58 h 02 min 51 s \| \| 2e \| Bauke Mollema \| Pays-Bas \| Trek-Segafredo \| + 1 min 47 s \| \| 3e \| Adam Yates \| Royaume-Uni \| Orica-BikeExchange \| + 2 min 45 s \| \| 4e \| Nairo Quintana \| Colombie \| Movistar Team \| + 2 min 59 s \| \| 5e \| Alejandro Valverde \| Espagne \| Movistar Team \| + 3 min 17 s \| \| 6e \| Tejay van Garderen \| États-Unis \| BMC Racing Team \| + 3 min 19 s \| \| 7e \| Romain Bardet \| France \| AG2R La Mondiale \| + 4 min 04 s \| \| 8e \| Richie Porte \| Australie \| BMC Racing Team \| + 4 min 27 s \| \| 9e \| Dan Martin \| Irlande \| Etixx-Quick Step \| + 5 min 03 s \| \| 10e \| Fabio Aru \| Italie \| Astana \| + 5 min 16 s \| |                    |             |                    |                  |
| |                    |             |                    |                  |
| Source : ProCyclingStats |                    |             |                    |                  |
| Classement général |                    |             |                    |                  |
| Coureur | Coureur            | Pays        | Équipe             | Temps            |
| 1er | Christopher Froome | Royaume-Uni | Team Sky           | 58 h 02 min 51 s |
| 2e | Bauke Mollema      | Pays-Bas    | Trek-Segafredo     | + 1 min 47 s     |
| 3e | Adam Yates         | Royaume-Uni | Orica-BikeExchange | + 2 min 45 s     |
| 4e | Nairo Quintana     | Colombie    | Movistar Team      | + 2 min 59 s     |
| 5e | Alejandro Valverde | Espagne     | Movistar Team      | + 3 min 17 s     |
| 6e | Tejay van Garderen | États-Unis  | BMC Racing Team    | + 3 min 19 s     |
| 7e | Romain Bardet      | France      | AG2R La Mondiale   | + 4 min 04 s     |
| 8e | Richie Porte       | Australie   | BMC Racing Team    | + 4 min 27 s     |
| 9e | Dan Martin         | Irlande     | Etixx-Quick Step   | + 5 min 03 s     |
| 10e | Fabio Aru          | Italie      | Astana             | + 5 min 16 s     |

### Classement par points
| Classement par points | Classement par points | Classement par points | Classement par points | Classement par points |
| --------------------- | --------------------- | --------------------- | --------------------- | --------------------- |
|                       | Coureur               | Pays                  | Équipe                | Point(s)              |
| 1er                   | Peter Sagan           | Slovaquie             | Tinkoff               | 309 points            |
| 2e                    | Mark Cavendish        | Royaume-Uni           | Dimension Data        | 219 pts               |
| 3e                    | Marcel Kittel         | Allemagne             | Etixx-Quick Step      | 202 pts               |
| 4e                    | Bryan Coquard         | France                | Direct Énergie        | 125 pts               |
| 5e                    | Michael Matthews      | Australie             | Orica-BikeExchange    | 124 pts               |
| 6e                    | André Greipel         | Allemagne             | Lotto-Soudal          | 114 pts               |
| 7e                    | Greg Van Avermaet     | Belgique              | BMC Racing            | 112 pts               |
| 8e                    | Thomas De Gendt       | Belgique              | Lotto-Soudal          | 106 pts               |
| 9e                    | Christopher Froome    | Royaume-Uni           | Sky                   | 94 pts                |
| 10e                   | Alexander Kristoff    | Norvège               | Katusha               | 92 pts                |
| modifier              |                       |                       |                       |                       |

### Classement du meilleur grimpeur
| Classement du meilleur grimpeur | Classement du meilleur grimpeur | Classement du meilleur grimpeur | Classement du meilleur grimpeur | Classement du meilleur grimpeur |
| ------------------------------- | ------------------------------- | ------------------------------- | ------------------------------- | ------------------------------- |
|                                 | Coureur                         | Pays                            | Équipe                          | Point(s)                        |
| 1er                             | Thomas De Gendt                 | Belgique                        | Lotto-Soudal                    | 89 points                       |
| 2e                              | Rafał Majka                     | Pologne                         | Tinkoff                         | 77 pts                          |
| 3e                              | Daniel Navarro                  | Espagne                         | Cofidis                         | 68 pts                          |
| 4e                              | Tom Dumoulin                    | Pays-Bas                        | Giant-Alpecin                   | 58 pts                          |
| 5e                              | Rui Costa                       | Portugal                        | Lampre-Merida                   | 50 pts                          |
| 6e                              | Serge Pauwels                   | Belgique                        | Dimension Data                  | 40 pts                          |
| 7e                              | Stef Clement                    | Pays-Bas                        | IAM                             | 35 pts                          |
| 8e                              | Diego Rosa                      | Italie                          | Astana                          | 27 pts                          |
| 9e                              | Winner Anacona                  | Colombie                        | Movistar                        | 26 pts                          |
| 10e                             | Sylvain Chavanel                | France                          | Direct Énergie                  | 24 pts                          |
| modifier                        |                                 |                                 |                                 |                                 |

### Classement du meilleur jeune
| Classement général du meilleur jeune | Classement général du meilleur jeune | Classement général du meilleur jeune | Classement général du meilleur jeune | Classement général du meilleur jeune |
|                                      | Coureur                              | Pays                                 | Équipe                               | Temps                                |
| ------------------------------------ | ------------------------------------ | ------------------------------------ | ------------------------------------ | ------------------------------------ |
| 1er                                  | Adam Yates                           | Royaume-Uni                          | Orica-BikeExchange                   | en 58 h 5 min 36 s                   |
| 2e                                   | Louis Meintjes                       | Afrique du Sud                       | Lampre-Merida                        | + 3 min 3 s                          |
| 3e                                   | Warren Barguil                       | France                               | Giant-Alpecin                        | + 5 min 38 s                         |
| 4e                                   | Emanuel Buchmann                     | Allemagne                            | Bora-Argon 18                        | + 16 min 17 s                        |
| 5e                                   | Wilco Kelderman                      | Pays-Bas                             | Lotto NL-Jumbo                       | + 27 min 23 s                        |
| modifier                             |                                      |                                      |                                      |                                      |

### Classement par équipes
| Classement par équipes | Classement par équipes | Classement par équipes | Classement par équipes |
|                        | Équipe                 | Pays                   | Temps                  |
| ---------------------- | ---------------------- | ---------------------- | ---------------------- |
| 1re                    | BMC Racing             | États-Unis             | en 174 h 7 min 1 s     |
| 2e                     | Movistar               | Espagne                | + 2 min 30 s           |
| 3e                     | Sky                    | Royaume-Uni            | + 8 min 10 s           |
| 4e                     | Astana                 | Kazakhstan             | + 26 min 33 s          |
| 5e                     | AG2R La Mondiale       | France                 | + 45 min 58 s          |
| modifier               |                        |                        |                        |

## Abandons
- 68 -  Edward Theuns (Trek-Segafredo) : abandon
- 121 -  Thibaut Pinot (FDJ) : non partant
- 201 -  Simon Gerrans (Orica-BikeExchange) : non partant